# Troglodyte des halliers
Pheugopedius rutilus
Espèce
Synonymes
- Thryothorus rutilus Vieillot, 1819 (protonyme)

Statut de conservation UICN

 LC  : Préoccupation mineure
Le Troglodyte des halliers (Pheugopedius rutilus) est une espèce d'oiseaux de la famille des Troglodytidae.

## Répartition
Cette espèce vit du Costa Rica jusqu'à la Colombie et au Venezuela.

## Taxinomie
Selon le Congrès ornithologique international et Alan P. Peterson il existe sept sous-espèces :
- Pheugopedius rutilus hyperythrus (Salvin & Godman, 1880) ;
- Pheugopedius rutilus tobagensis Hellmayr, 1921 ;
- Pheugopedius rutilus rutilus (Vieillot, 1819) ;
- Pheugopedius rutilus intensus Todd, 1932 ;
- Pheugopedius rutilus laetus (Bangs, 1898) ;
- Pheugopedius rutilus interior Todd, 1932 ;
- Pheugopedius rutilus hypospodius (Salvin & Godman, 1880).